# Galeria Władysława Hasiora
Galeria Władysława Hasiora – galeria sztuki w Zakopanem założona w 1985, funkcjonuje jako filia Muzeum Tatrzańskiego. Jest to galeria autorska Władysława Hasiora prezentująca zbiór ok. 200 jego dzieł.

## Historia

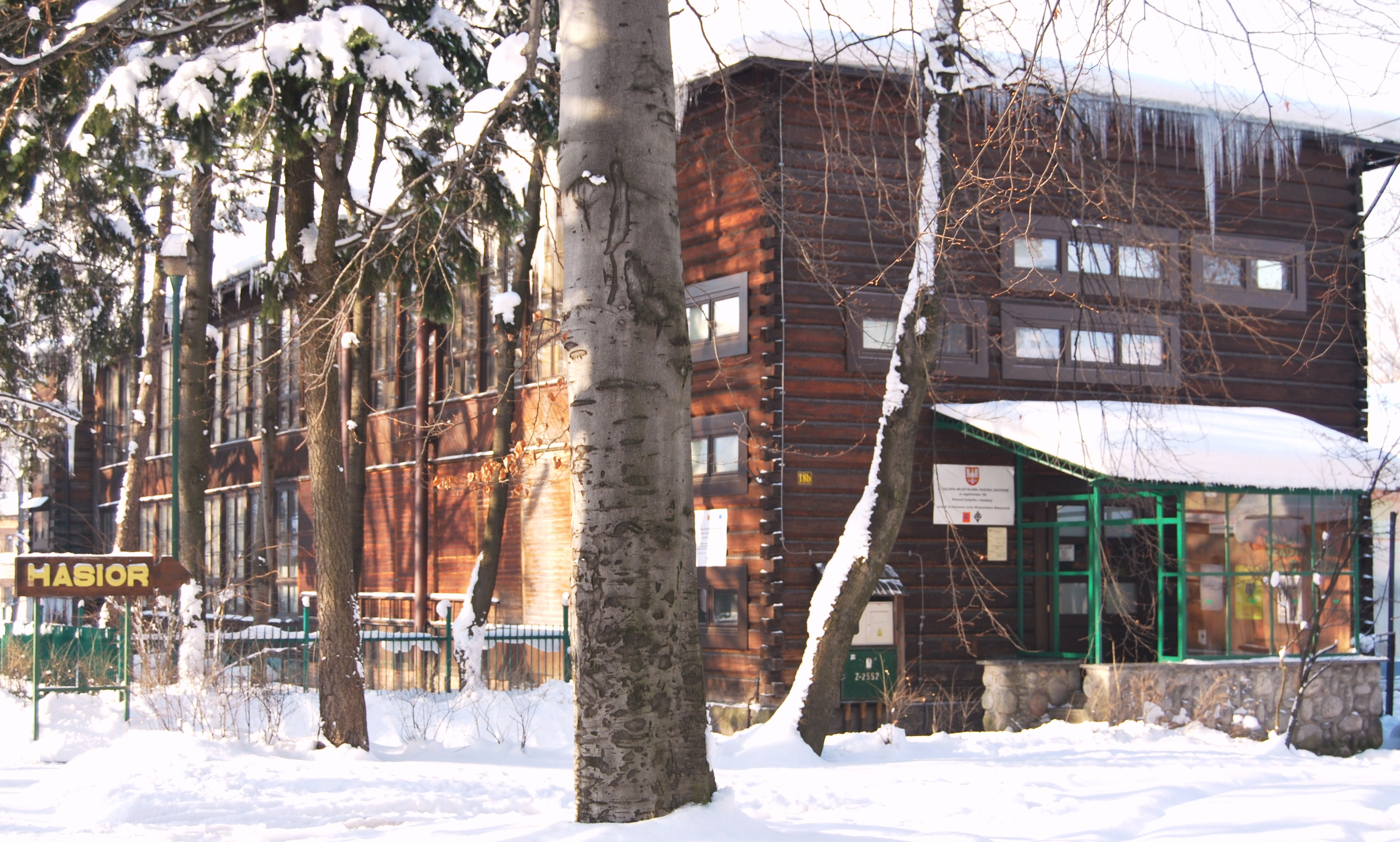
Gmach dawnego sanatorium, obecnie siedziba Galerii Władysława Hasiora

Zbiory galerii opierają się na pracach Władysława Hasiora przeniesionych w 1984 z pracowni artysty przy ul. Jagiellońskiej do nowo powstałej galerii. Budynkiem galerii jest zabytkowa dawna leżakownia sanatorium „Warszawianka”, wybudowana w 1935 według projektu architekta Wacława Nowakowskiego. W latach 80. budynek dawnego sanatorium przeszedł gruntowny remont dzięki któremu powstała przestrzeń wystawowa i sala koncertowa.
W drugiej dekadzie XXI w. budynek, wraz z pięcioma innymi drewnianymi Oddziałami Muzeum Tatrzańskiego, został poddany kolejnemu generalnemu remontowi. Projekt współfinansowany był ze środków Unii Europejskiej w ramach Programu Operacyjnego Infrastruktura i Środowisko 2014 – 2020 (w ramach p. 8.1 Ochrona dziedzictwa kulturowego i rozwój zasobów kultury) pt. „Rewaloryzacja i modernizacja zabytkowych, drewnianych budynków Muzeum Tatrzańskiego w Zakopanem dla zachowania i prezentacji unikatowego dziedzictwa kulturowego Podhala”. Po remoncie sal wystawowych i konserwacji całej kolekcji Galeria Wł. Hasiora otwarła swe podwoje dla zwiedzających 15 maja 2021 r., podczas zakopiańskiej Nocy Muzeów.